# Boiensdorf
Boiensdorf és un municipi situat al districte de Mecklenburg Nord-occidental, a l'estat federat de Mecklenburg-Pomerània Occidental, al nord-est d'Alemanya. Es troba a una alçada de 34 metres sobre el nivell del mar i la seva població a finals de 2016 era de 509 habitants, amb una densitat poblacional de 40 hab/km².
Està situat a la costa del mar Bàltic i a la frontera amb el districte de Rostock.